# Hydrotaea
Hydrotaea is een geslacht van insecten uit de familie van de echte vliegen (Muscidae).

## Soorten
- Hydrotaea acuta Stein, 1898
- Hydrotaea aenescens (Wiedemann, 1830) (Drijfmestvlieg)
- Hydrotaea albipuncta (Zetterstedt, 1845)
- Hydrotaea anxia (Zetterstedt, 1838)
- Hydrotaea armipes (Fallen, 1825)
- Hydrotaea atrisquama Ringdahl, 1925
- Hydrotaea basdeni Collin, 1939
- Hydrotaea borussica Stein, 1899
- Hydrotaea capensis (Wiedemann, 1818)
- Hydrotaea chalcogaster (Wiedemann, 1824)
- Hydrotaea cinerea Robineau-Desvoidy, 1830
- Hydrotaea cressoni Malloch, 1914
- Hydrotaea cristata Malloch, 1918
- Hydrotaea cyrtoneurina (Zetterstedt, 1845)
- Hydrotaea dentipes (Fabricius, 1805)
- Hydrotaea depressa Huckett, 1954
- Hydrotaea diabolus (Harris, 1780)
- Hydrotaea floccosa Macquart, 1835
- Hydrotaea glabricula (Fallen, 1825)
- Hydrotaea hennigi Pont, 1986
- Hydrotaea hirticeps (Fallen, 1824)
- Hydrotaea houghi Malloch, 1916
- Hydrotaea ignava (Harris, 1780)
- Hydrotaea irritans (Fallen, 1823)
- Hydrotaea lasiophthalma Malloch, 1919
- Hydrotaea leucostoma (Wiedemann, 1817)
- Hydrotaea lundbecki (Michelsen, 1978)
- Hydrotaea meridionalis Porchinskiy, 1882
- Hydrotaea meteorica (Linnaeus, 1758)
- Hydrotaea militaris (Meigen, 1826)
- Hydrotaea nidicola Malloch, 1925
- Hydrotaea obscurifrons (Sabrosky, 1949)
- Hydrotaea palaestrica (Meigen, 1826)
- Hydrotaea pandellei Stein, 1899
- Hydrotaea parva Meade, 1889
- Hydrotaea pellucens Porchinskiy, 1879
- Hydrotaea penicillata (Rondani, 1866)
- Hydrotaea pilipes Stein, 1903
- Hydrotaea pilitibia Stein, 1916
- Hydrotaea ringdahli Stein, 1916
- Hydrotaea scambus (Zetterstedt, 1838)
- Hydrotaea similis Meade, 1887
- Hydrotaea spinifemorata Huckett, 1954
- Hydrotaea succedens Stein, 1901
- Hydrotaea tuberculata Rondani, 1866
- Hydrotaea unispinosa Stein, 1898
- Hydrotaea velutina Robineau-Desvoidy, 1830